# Kaito Yasui
Kaito Yasui (安居 海渡?, Yasui Kaito; Saitama, 9 febbraio 2000) è un calciatore giapponese, centrocampista dell'Urawa Reds.

## Carriera
Ha esordito nella prima divisione giapponese nel 2022 con la maglia degli Urawa Reds.

## Palmarès

### Club

#### Competizioni nazionali
- Supercoppa del Giappone: 1

Urawa Red Diamonds: 2022

#### Competizioni internazionali
- AFC Champions League: 1

Urawa Red Diamonds: 2022